# Folkmusik från Östergötland
Folkmusik från Östergötland är den spelmanstraditionsom utvecklats i landskapet Östergötland. Den östgötska folkmusiken är känd för sina sextondelspolskor.

## Musik
Det som karaktäriserar östgötsk folkmusik är sextondelspolskor, polonäspolskor och slängpolskor.

## Historik
På 1600-talet och 1700-talet kom flera nya domkyrkoorganister till Linköping från Tyskland. På gymnasiet spelade man musik och på det sättet spreds låtar vidare kommande organister. Enligt 1795 års ordningen för anställda inom Linköpings stift skulle organister  undervisa ungdomar i musik. De skulle även ordna med musik till bröllop och andra gillen. Många av de bevarade spelmansböckerna från denna period är ofta från organister och klockare.

### 1800-talet
Storspelmännen under 1800-talet lärde sig ofta spela och läsa noter av klockaren eller organisten i socknen. Under denna tid tillkom gammeldanserna såsom vals och markerad polska. Det var nytt under denna tid att pardanserna rörd sig runt i rummet. Även slängpolskan kom att ändra sig, från att tidigare bara varit två personer som dansade så utökades det till fyra stycken. I södra delen av Östergötland kallades markerade polskor för svärp eller svarpa. Några populära låtar under denna tid var hambopolketter, gubbstötar och svarpor. Bland de mest kända spelmännen under 1800-talet var Pelle Fors (1815-1908) i Rönö och Carl August Lindblom (1832-1898) i Rejmyre.

### Spelmansförbundet
Östergötlands spelmansförbund bildades 1927 på Sturefors slott, Linköping och var det andra spelmansförbundet efter Södermanlands spelmansförbund, som bildades i Sverige. Förbundets första ordförande var skogvaktaren Carl G. Lindqvist i Kisa. Under denna persion brukades talas om de tre spelkvistarna. Till dom räknades Carl G. Lindqvist, Ivar Hultqvist i Norrköping och Harry Holmqvist. Under förbundets ledning skapades en gemensam repertoar för östgötska spelmän och låtarna kom att arrangeras två eller tre fioler. På 1970-talet började man forska i den östgötska spelmanshistorien och låtarna kom även att användas till dans. En av de mest kända under denna period var spelmannen Pelle Björnlert.
Några av de personer som inspirerat personer under 1900-talet var Ivar Hultqvist bröderna Hellström, Gunnar Bergström, Albin Frejd, Tuve Carlsson och Ragnar Andersson.

## Östgötalåtar
Utgivna låtar från Östergötland.
- Svenska låtar Östergötland, Häfte 1, 1936 Libris 1313637
- Svenska låtar Östergötland, Häfte 2, 1936 Libris 1313641
- På förstukvisten av Lars Johan Sundell (1874-1923, Lars i Svarven).[1]

### Bevarade spelmansböcker
Några personer vars spelmansböcker har bevarats till eftervärlden: Olof Styrlander den äldre (1770-1849), Olof Styrlander den yngre (1803-1886), Johan Frans Clarin (1816-1896), Andreas Dahlgren (1758-1813), Anders Larsson (1767-1822), Abraham Hagholm (1811-1890) och Ludvig Ohlsson (1868-1941).